# Sphaerochthonius uruguayensis
Sphaerochthonius uruguayensis är en kvalsterart som beskrevs av Pérez-Íñigo och Sarasola 1998. Sphaerochthonius uruguayensis ingår i släktet Sphaerochthonius och familjen Sphaerochthoniidae. Inga underarter finns listade i Catalogue of Life.